# Ричер, Альфред
Альфред Ричер (нем. Alfred Ritscher; 23 мая 1879, Бад-Лаутерберг — 30 марта 1963, Гамбург) — немецкий полярный исследователь, капитан-цур-зее ВМС Третьего рейха. Известен тем, что с 1938 по 1939 год был командиром двух научных экспедиций в Антарктиду, к территории, получившей название Новая Швабия.

## Биография

### Молодость
Альфред Ричер родился 23 мая 1879 года в семье врача из Бад-Лаутерберга. Учился в гимназии, однако в старших классах оставил её, чтобы направиться в море.
В 1897 году он совершил своё первое плаванье. Ему удалось устроиться юнгой на бременский корабль «Эмилия». Пять с половиной лет он ходил по морям в качестве младшего чина. И только после того, как он успешно закончил в 1903 году мореходное училище Бремена, ему был выдан патент штурмана. В 1907 году Альфред Ричер после окончания мореходного училища в Альтоне получил патент капитана. Четыре года он служил в гамбургском пароходстве «Гамбург-Америка-Лайн».

### Экспедиция на Шпицберген
В 1912 году Имперское морское управление предложило Ричеру принять участие в научной экспедиции вдоль северо-восточного прохода под руководством полярного исследователя Шрёдера-Штранца. Экспедиция должна была стартовать летом 1912 года и попробовать обойти острова Шпицбергена с северо-восточной стороны. Целью было испытание возможностей людей, материалов и инструментов в условиях пребывания в полярных льдах. Ричер принял предложение Шрёдера-Штранца стать капитаном на экспедиционном корабле «Герцог Эрнст», а также возглавить воздухоплавательное подразделение экспедиции, так как недавно он получил патент лётчика (во время экзаменационного полета он чуть было не разбился, так как у самолёта сломалось вертикальное оперение хвоста).
Экспедицию Шрёдера-Штранца с самого начала преследовали неудачи. Запланированный обход островов Шпицбергена с восточной стороны оказался невозможным. Корабль был вынужден двигаться в направлении севера вдоль западного побережья к так называемой Северо-Восточной земле, которая составляла часть архипелага Шпицберген. Несмотря на внезапное ухудшение погоды, которая фактически сразу же сковала весь северный берег льдами, капитану Ричеру удалось избежать опасного пленения льдом. Он смог вывести корабль к заливу, где он был вытащен на берег. Экспедиция была рассчитана только на летний сезон, а потому не имела значительных продовольственных запасов. Опасаясь промедления, 20 декабря капитан Ричер с собакой Беллой при тридцатиградусном морозе направился к ближайшему поселению. За неделю пути ему удалось преодолеть по обледенелым камням Шпицбергена 210 километров. Буквально на подходе к населенному пункту Ричер провалился под лед. Он смог выбраться из воды, однако вскоре он обморозил ноги и потерял фаланги нескольких пальцев на правой ноге. Весь его недельный рацион состоял из килограмма перловки и нескольких кусков вяленого мяса северного оленя. Когда Ричер дошёл до поселения, он сообщил в Германию по радио о ходе экспедиции, а также попросил послать помощь оставшимся около корабля товарищам.
В ходе экспедиции погибла большая часть её членов и сам руководитель, Шрёдер-Штранц. Через 7 месяцев, всё ещё лёжа в больнице, в разговоре с Ф. Нансеном Ричер заметил: «Все мы ничего не понимали, у нас ведь не было решительно никакого опыта. Я только после понял, как нелепо мы вообще действовали.» Более странной и менее подготовленной экспедиции за весь XX век не было.

### Участие в Первой мировой войне и работа на ответственных должностях
После экспедиции Ричер вернулся к своей деятельности в Имперском морском управлении. Во время Первой мировой войны он как офицер запаса курировал вопросы, связанные с морской авиацией, а затем стал командиром морских лётчиков, которые были расквартированы на суше. После окончания войны он вернулся на службу в морское управление. Некоторое время он работал в «Люфтганзе», где возглавлял отделение аэронавигации. В 1933 году он вернулся на службу в Имперское морское управление, а некоторое время спустя стал советником при командовании военно-морского флота.

### Германская антарктическая экспедиция

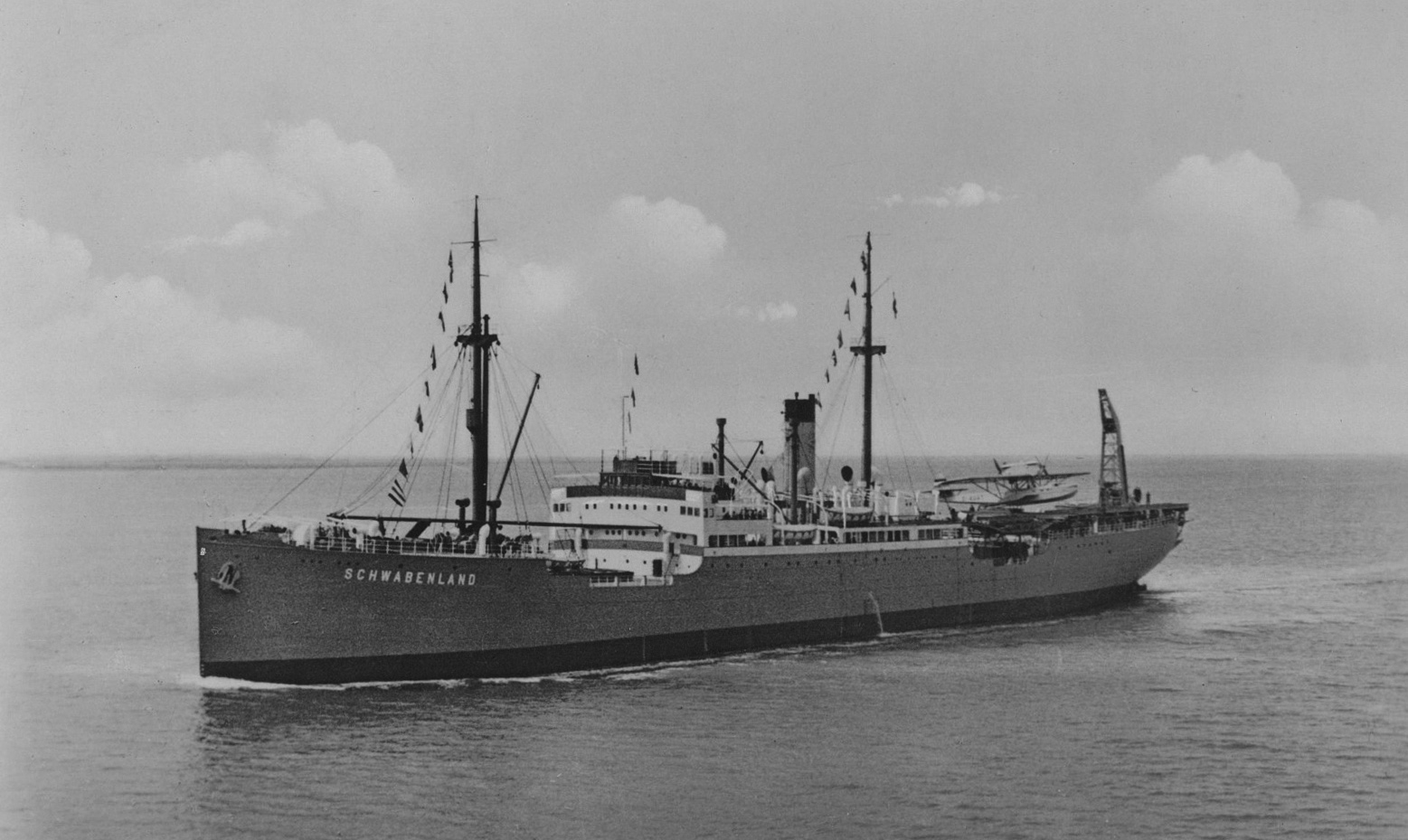
«Швабия» в 1938 году

В июле 1938 года капитан Альфред Ричер находился в отпуске на своей малой родине, в Гарце, в пансионе города Зиберталь. 26 июля ему пришло письмо от контр-адмирала Конрада, знакомого Ричеру по службе в командовании Военно-морского флота. Конрад в письме сообщил, с требованием сохранять в секрете все полученные сведения, что имперское правительство Германии планировало осуществить экспедицию к Антарктиде, и предложил возглавить её Ричеру. Сразу же после прочтения письма Ричер направил контр-адмиралу Конраду блиц-телеграмму, в которой содержался следующий текст: «Разумеется, даю согласие. 1 августа буду на месте». Ричер прибыл в Берлин и приступил к подготовке экспедиции, однако, в конце августа 1938 года в Берлин из Рио-де-Жанейро пришла радиотелеграмма советника Кайе. В ней было написано, что «катапультирующий корабль „Вестфалия“, принадлежащий „Люфтганзе“, не может быть предоставлен в распоряжение антарктической экспедиции», так как построенный в 1905 году корабль находился не в лучшем состоянии. Его можно было отремонтировать и перестроить, однако уложиться в срок к 17 декабря 1938 не представлялось никакой возможности. В этих условиях барон Габленц, являвшийся членом правления «Люфтганзы», предложил использовать для экспедиционных целей корабль «Швабия» («Schwabenland»), который выполнял в Южной Атлантике роль заправочной базы для самолётов. Ричер поддержал это решение и в кратчайшие сроки между Имперским министерством авиации и дирекцией «Люфтганзы» было достигнуто соглашение: «Швабия» отплыла 20 октября 1938 года из гавани Хорта на Азорских островах, и взяла курс на Гамбург.
После того, как «Швабия» пришла в Германию, она была переоборудована, установлено новое оборудование, в частности катапульта для взлёта двух небольших аэропланов. В экспедиции участвовали 82 гражданских лица — члены экипажа, учёные (географ, биолог, геофизик, океанограф, два метеоролога и картографы), а также два пилота. Капитан судна Альфред Ричер построил экипаж и объявил, что «нам поставлена задача изучить возможности китобойного промысла в антарктических водах. Одновременно мы проведём аэрофотосъёмку Антарктиды. Задача трудная, но почётная». Перед отплытием корабль посетил американский полярный исследователь Ричард Бэрд.
17 декабря 1938 года «Швабия» вышла из порта Гамбурга в море и взяла курс на юг — к Антарктиде. 19 января 1939 года «Швабия» достигла кромки льдов Антарктиды.
Поиски китов не дали особых результатов, а подойти к берегу судно не могло из-за льдов. Было принято решение заняться исследованием континента с воздуха, для чего пилоты Ширмахер и Майр поочерёдно взлетали на самолётах вместе с фотографами. Было выполнено с десяток рейсов, обследован обширный район площадью 350 тыс. квадратных километров и сделано около 11 тысяч фотоснимков. Самым важным открытием экспедиции стало обнаружение обширного скалистого плато, не покрытого льдом. Ричер предложил назвать плато оазисом Ширмахера, в честь пилота, который первым его увидел. А помощник капитана Карл-Хайнц Рёбке предложил обследуемый регион назвать Новой Швабией, и объявил эту землю владением Германии. К началу февраля 1939 года погодные условия ухудшились и полёты прекратили. Экипаж занимался океанографическими исследованиями и запусками метеорологических зондов.
Было принято решение закончить экспедицию и возвращаться в Германию, но напоследок несколько членов экипажа совершили вылазку на дрейфующие льды. На двух шлюпках матросы дошли до гигантской льдины, высадились на неё и развернули германский флаг, сфотографировавшись на его фоне. Дав прощальный гудок, 3 февраля 1939 года «Швабия» взяла курс на Гамбург, куда и вернулась 12 апреля. Особых торжеств не было, лишь несколько берлинских газет кратко сообщили, что «над Антарктидой были сброшены вымпелы и флаги со свастикой», а рейхсмаршал Генрих Геринг прислал экипажу короткую поздравительную телеграмму, в которой особо отметил работу лётчиков. Вскоре капитан Ричер доложил Гитлеру о проведённых им исследованиях, и стал планировать вторую экспедицию. Но скоро началась Вторая мировая война, и все планы пришлось отменить.
После похода «Швабия» находилась в ремонте. 12 октября 1939 года судно перевели во Францию, где с судна в Атлантику вылетали самолёты для метеорологических наблюдений. Затем судно отправили в Норвегию. 24 мая 1944 года судно было торпедировано подводной лодкой ВМС Великобритании, вследствие чего оно было выброшено на мель, а многие члены экипажа погибли. Позже «Швабия» была отбуксирована в Берген. 4 октября 1944 года во время налёта английской авиации судно получило несколько попаданий авиабомб. Последний поход судно совершило в 1946 году. Союзники погрузили на него трофейные немецкие химические боеприпасы, отбуксировали судно в пролив Скагеррак на Балтике и затопили.

### Последующая жизнь
После Второй мировой войны Ричер был председателем Немецкого общества Ассоциации полярных исследований. В 1959 году был награждён Большим крестом ордена «За заслуги перед Федеративной Республикой Германии» и серебряной медалью Географического общества Гамбурга. В честь него были названы горы Ричера и плоскогорье Ричера.
Скончался 30 марта 1963 года в Гамбурге.